# منطقه ۸۲ (قطر)
منطقه ۸۲ یک منطقهٔ مسکونی در قطر است که در الشحانیه (شهرداری) واقع شده‌است. منطقه ۸۲ ۴۵۴٫۱ کیلومتر مربع مساحت و ۲۶٬۲۵۸ نفر جمعیت دارد.